# Макаров, Аркадий Васильевич
Аркадий Васильевич Макаров (род. 1910 год, Архангельск, СССР, ум. 1976 год, Ленинград, СССР) — советский конькобежец, хоккеист. Мастер спорта СССР по хоккею с мячом (1935) и конькобежному спорту (1946). Заслуженный тренер РСФСР (1962). Тренер сборной Ленинграда 1948—1968, ВДСО «Трудовые резервы» (Ленинград) 1948—1960, ДСО «Водник» (Ленинград) 1960—1963, ШВСМ (Ленинград) 1963—1976. Член тренерского совета Ленинграда. Выступал за «Водник» (Архангельск) и «Динамо» (Ленинград).

## Биография
Аркадий Васильевич родился в Архангельске в большой трудовой семье. Его отец Василий был опытным механиком. В семье было одиннадцать человек, из которых мужчин двое — он и отец. Аркадий с раннего детства был занят трудом. Рубил и заготавливал на зиму дрова, работал на небольшом ножном токарном станке, а также помогал отцу, как механик. Несмотря на всю занятость по дому и в школе он успевал бегать на коньках и играть полузащитником в хоккей с мячом. В 1932 и 1933 годах установил Всесоюзные рекорды на дистанциях 500 и 1000 метров.
В 30-е годы занимался лёгкой атлетикой — прыгал в высоту на 173 сантиметра и в длину на 6 метров 48 сантиметров. Прекрасно бегал от 100 до 400 метров, участвуя во всех крупных соревнованиях в Архангельске и круглый год играл в баскетбол. После переезда в Ленинград в 1934 году стал тренироваться у Владимира Ивановича Калинина. Результаты сразу пошли вверх и Аркадий был несколько лет чемпионом и призёром города по конькам на дистанции 500 метров. Также продолжил играть и в хоккей с мячом за команду «Динамо», став чемпионом Ленинграда.
Он продолжал участвовать в соревнованиях до 1940 года. С 1941 года был участником Великой Отечественной Войны и получил не мало орденов и медалей, в том числе «За оборону Ленинграда». Сразу после войны в 1945 году, продолжил участвовать в соревнованиях по конькобежному спорту в Ленинграде до 1948 года, когда завершил карьеру спортсмена и полностью занялся тренерской деятельностью.

## Карьера тренера
Аркадий Васильевич окончил ГОЛИФК им. Лесгафта. Немногим больше, чем за пять лет создал в обществе «Трудовые резервы» сильнейшую секцию конькобежного спорта. В этой секции выросли мастера конькобежного спорта — абсолютный чемпион СССР Анатолий Павлов, рекордсмен среди юношей, его брат Павел Павлов, Владимир Козлов, Анатолий Титов и другие спортсмены. Макаров тренировал ленинградских спортсменов до своей смерти. Скончался в 1976 году в Ленинграде. Похоронен на Большеохтинском кладбище.

## Награды
- 1 июня 1942 года — награждён медалью «За боевые заслуги»
- 1943 год — награждён медалью «За оборону Ленинграда»
- 21 июля 1944 года — награждён медалью Нахимова
- 21 июля 1945 года — награждён орденом Отечественной войны 2 степени
- награждён орденом Красной Звезды